# Bayadera longicauda
Bayadera longicauda – gatunek ważki z rodziny Euphaeidae.